# Фармасинтез
Фармасинтез — российская фармацевтическая компания, занимающаяся разработкой и производством лекарственных препаратов. В 2025 году компания заняла третье место в рейтинге Forbes «20 лучших фармпроизводителей России».
На рынке лекарственных препаратов с 1997 года, деятельность компании ориентирована на разработку и производство лекарственных препаратов для лечения социально значимых заболеваний, таких как туберкулёз, ВИЧ-инфекции, онкология, сахарный диабет, гепатит, COVID-19.

## Производственные мощности
Заводы компании «Фармасинтез» расположены в Иркутске, Уссурийске, Тюмени, Братске и Санкт-Петербурге.
- Завод в Иркутске — АО «Фармасинтез»
- Завод в Уссурийске — ООО «ИСТ-ФАРМ»
- Завод в Тюмени — ООО «Фармасинтез-Тюмень»
- Завод в Братске — ООО «БратскХимСинтез»
- Завод в Санкт-Петербурге — АО «Фармасинтез-Норд»

Объём производства группы компаний «Фармасинтез»: более 87 миллионов упаковок в год.
На заводах группы компаний «Фармасинтез» выпускается свыше 300 наименований препаратов в различных лекарственных формах: капсулы, таблетки, гранулы, инфузионные растворы, сухие стерильные порошки и лиофилизаты, а также растворы для инъекций. Более 80 % производимых препаратов входят в перечень ЖНВЛП. Также компания выпускает свыше 60 наименований фармацевтических субстанций.

## История компании
1997 год — основание компании «Фармасинтез»; начало строительства фармацевтического завода по производству противотуберкулёзных препаратов в Иркутске.
2011 год — началось строительство завода по выпуску противоопухолевых препаратов в Санкт-Петербурге — «Фармасинтез-Норд». Предприятие было открыто 31 мая 2017 года..
2014 год — начато строительство завода по производству субстанций в Братске; начат выпуск опытно-промышленных партий высокотехнологичных фармацевтических субстанций.
2017 год
- Запуск первой очереди завода «БратскХимСинтез» по синтезу субстанций в Братске
- Запуск первой очереди завода «Фармасинтез-Норд» в Санкт-Петербурге
- Открытие цеха малотоннажного производства в Иркутске.[6][7]

2020 год
- Открытие второй очереди завода «Братскхимсинтез»[8]Открытие второй очереди завода «БратскХимСинтез»

Открытие второй очереди завода «БратскХимСинтез»

- Открытие первого в Приморье завода по производству медицинских масок[9]
- По итогам 4-х месяцев 2020 года Фармасинтез набрал 8 позиций и вошел в десятку лидеров в гос.сегменте по объёму поставок в стоимостном выражении, одновременно показав максимальную динамику роста на рынке — прирост составил 151 %.[10]
- «Фармасинтез» занял 5 место в рейтинге Forbes «20 лучших фармкомпаний России».[11]

2021 год
- 22 января — Открытие нового крупнотоннажного цеха по производству твёрдых и стерильных лекарственных форм на заводе в Иркутске.[12]
- 29 января — «Фармасинтез» вошел в ТОП-10 национального рейтинга «ТехУспех».[13]

2022 год
- 4 апреля -  Минздрав РФ зарегистрировал препарат «Ковипир» на основе молнупиравира, применяемого при лечении COVID-19, от компании «Фармасинтез»[14].

2023 год
- 18 октября — «Фармасинтез» ввел в оборот первые три серии препарата «Нооредит» с фонтурацетамом в качестве действующего вещества.[15]

## Собственники и руководство
- Викрам Пуния — российский предприниматель, президент и основатель группы компаний «Фармасинтез». Родился 15 марта 1973 года в городе Джайпур, Индия, гражданин РФ.